# Lista posłów Ukraińskiej Rady Narodowej ZURL
Lista posłów Ukraińskiej Rady Narodowej Zachodnioukraińskiej Republiki Ludowej
W dniach 18-19 października 1918 w Domu Ludowym we Lwowie zebrało się około 500 przedstawicieli ukraińskiej ludności Galicji, aby wybrać członków Konstytuanty – Ukraińskiej Rady Narodowej, oraz ogłosić powstanie Zachodnioukraińskiej Republiki Ludowej.

## PrzedstawicieleIzby Panówparlamentu austriackiego
- Andrzej Szeptycki
- Ołeksandr Barwinski
- Iwan Horbaczewski

## WiryliściSejmu Krajowego Galicji
- Jozafat Kocyłowski
- Grzegorz Chomyszyn

## PosłowieRady Państwa
- Wołodymyr Baczynski
- Łew Baczynski
- Wiaczesław Budzynowski
- Mykoła Wasylko
- Sydir Hołubowycz
- Stanisław Dnistrianski
- Wołodymyr Zahajkewycz
- Ołeksandr Kołessa
- Pawło Ławruk
- Mykoła Łahodynśkyj
- Kost Łewycki
- Antin Łukaszewycz
- Stepan Onyszkewycz
- Mychajło Petryckyj
- Jewhen Petruszewycz
- Omelian Pohorećkyj
- Julian Romanczuk
- Ilja Semaka
- Wołodymyr Synhałewycz
- Mykoła Stepun
- Tymotej Staruch
- Wasyl Stefanyk
- Stepan Smal-Stocki
- Kyryło Trylowski
- Longyn Cehelski
- Ernest Breiter

## PosłowieSejmu Krajowego Galicji
- Teodor Wanio
- Łazar Wynnyczuk
- Antin Horbaczewski
- Ołeksandr Kapustianśkyj
- Iwan Kiweluk
- Teofil Kormosz
- Mychajło Korol
- Iwan Kochanowśkyj
- Iwan Kuroweć
- Iwan Makuch
- Seweryn Metellja
- Mychajło Nowakiwśkyj
- Roman Perfećkyj
- Omelian Popowycz
- Teodor Rożankowśkyj
- Iwan Sandulak
- Hryć Terszakoweć

## Przedstawiciele partii politycznych

### Ukraińska Ludowa Partia Pracy
- Stepan Baran
- Stepan Wytwycki
- Mychajło Łozynśkyj
- Wasyl Panejko
- Ołeksandr Stefanowycz
- Stepan Tomasziwskyj

### Ukraińska Partia Socjal-Demokratyczna
- Wołodymyr Birczak
- Mykoła Bojkewycz
- Mykoła Hankewycz
- Iwan Kałynowycz
- Osyp Krupa
- Roman Kułyćkyj
- Iwan Liskowaćkyj
- Hryc Marijasz
- Rudolf Skybinśkyj
- Antin Czarnećkyj

### Partia Chrześcijańsko-Społeczna
- Bohdan Barwinśkyj
- Jarosław Hordynski
- Julijan Dzerowycz
- Spyrydon Karchut
- Kyryło Studynśkyj

### Przedstawiciele młodzieży akademickiej
- Ołeksandr Kulczyćkyj
- Stepan Poljanśkyj
- Stepan Siłećkyj

## Przedstawiciele Rady Narodowej Bukowiny
- Ahenor Artymowycz
- Osyp Bezpałko
- Kławdij Biłynśkyj
- Osyp Buraczynśkyj
- Drohomyrećkyj
- Omelian Iwanyćkyj
- Iłarion Karbułyćkyj
- Myron Korduba
- Mykoła Łewyćkyj
- Omelian Popowycz
- Jurij Serbyniuk
- Wołodymyr Fedorowycz

## Przedstawiciele powiatów
- Pawło Banach (sokalski)
- Andrij Bandera (kałuski)
- Wasyl Baranyk (zaleszczycki)
- Roman Hłuszko (brzeżański)
- Mychajło Demczuk (przemyski)
- Augustyn Dombrowskyj (tłumacki)
- Dmytro Dykyj (bobrecki)
- Hryhorij Duwirak (peczeniżyński)
- Mykoła Zahuculśkyj (złoczowski)
- Fedir Zamora (horodeński)
- Tadej Zalieśkyj (samborski)
- Teofil Karaczewśkyj (starosamborski)
- Płaton Karpinśkyj (trembowelski)
- Jewstachij Kaczmarśkyj (skolski)
- Martyn Koroliuk (stanisławski)
- Ilia Kostyszyn (zborowski)
- Hryc Kuziw (drohobycki)
- Antin Kuńko (tarnopolski)
- Roman Kurbas (borszczowski)
- Mykoła Łewyćkyj (żydaczowski)
- Andrij Mańko (dobromilski)
- Ołeksandr Maritczak (rudecki)
- Jakym Markus (stryjski)
- Seweryn Matkowśkyj (husiatyński)
- Wasyl Nahirniak (nadworniański)
- Stepan Nazarewycz (brodzki)
- Antin Onyszczuk (sniatyński)
- Dmytro Panewnyk (bohorodczański)
- Mychajło Paczowśkyj (doliński)
- Stepan Petruszewycz (radziechowski)
- Mychajło Płyska (buczacki)
- Antin Rutko (mościski)
- Iwan Senczyna (rohatyński)
- Mychajło Sodomora (podhajecki)
- Mykoła Suszko (lwowski)
- Hryc Tymoszczuk (kołomyjski)
- Iwan Fedewycz (turecki)
- Płatonid Filias (żółkiewski)
- Mychajło Cehelśkyj (kamionkowski)
- Fedir Czajkiwskyj (jaworowski)
- Petro Szekeryk-Donykiw (kosowski)
- Andrij Szmigelśkyj (zbaraski)
- Ostap Jurczynśkyj (czortkowski)

## Przedstawiciele miast
- Andrij Ałyśkewycz (Przemyśl)
- Ołeksandr Bojcun (Sambor)
- Ostap Wesołowśkyj (Stryj)
- Petro Karmanśkyj (Tarnopol)
- Marjan Kozanewycz (Drohobycz)
- Hnat Pawliuch, Kyryło Ustyjanowycz (Stanisławów)
- Łew Petruszewycz (Brzeżany)
- Ostap Sijak (Buczacz)
- Hryc Terłećkyj (Borysław)
- Iwan Czerniawśkyj (Kołomyja)
- Stepan Juryk (Złoczów)